# Festival Internacional de Cinema Fantástico de Bruxelas
O Festival Internacional de Cinema Fantástico de Bruxelas (FICFB) (em inglêsː Brussels International Fantastic Film Festival (BIFFF)), anteriormente chamado de Brussels International Festival of Fantastic Film (em francêsː Festival International du Film Fantastique de Bruxelles, em holandêsː Internationaal Festival van de Fantastische Film van Brussel) foi criado em 1983, como um ponto de encontro para os filmes de terror, suspense e ficção científica. Acontece em Bruxelas, todo ano, em março. Inicialmente organizado por Annie Bozzo, Gigi Etienne, Freddy Bozzo, Georges Delmote e Cara Delmote, agora tem prêmios tanto para os longa-metragens quanto para os curta-metragens e também organiza um concurso internacional de pintura corporal.
O festival é credenciado pela Federação Internacional de Associações de Produtores Cinematográficos como um festival de cinema competitivo especializado. Os vencedores do grande prêmio, a estatueta do Corvo de Ouro, incluem Army of Darkness, Radioactive Dreams e Dog Soldiers.
O Festival Internacional de Cinema Fantástico de Bruxelas faz parte da Federação dos Festivais Europeus de Cinema Fantástico.

## Vencedores do Corvo de Ouro
| Ano  | Título do filme                   | Diretor              |
| ---- | --------------------------------- | -------------------- |
| 1983 | Les Chasses sauvages du Roi Stakh | Valeri Rubinchik     |
| 1984 | Nightmares                        | Joseph Sargent       |
| 1985 | Dreamscape                        | Joseph Ruben         |
| 1986 | Piccoli Fuochi                    | Peter Del Monte      |
| 1987 | Radioactive Dreams                | Albert Pyun          |
| 1988 | Angustia                          | Bigas Luna           |
| 1989 | Paperhouse                        | Bernard Rose         |
| 1990 | La Banyera                        | Jesus Garay          |
| 1991 | A Paucity of Flying Dreams        | Eizo Sugawa          |
| 1992 | Timescape                         | David S. Twohy       |
| 1993 | Army of Darkness                  | Sam Raimi            |
| 1994 | Frauds                            | Stephan Elliott      |
| 1995 | Accumulator 1                     | Jan Sverak           |
| 1996 | El día de la bestia               | Álex de la Iglesia   |
| 1997 | Luna e l'altra                    | Maurizio Nichetti    |
| 1998 | Lawn Dogs                         | John Duigan          |
| 1999 | Ringu                             | Hideo Nakata         |
| 2000 | The Nameless                      | Jaume Balaguero      |
| 2001 | The Isle                          | Ki-Duk Kim           |
| 2002 | Dog Soldiers                      | Neil Marshall        |
| 2003 | Cypher                            | Vincenzo Natali      |
| 2004 | Save the Green Planet!            | Jun-hwan Jang        |
| 2005 | Marebito                          | Takashi Shimizu      |
| 2006 | Adams æbler                       | Anders Thomas Jensen |
| 2007 | Gwoemul                           | Bong Joon-Ho         |
| 2008 | 13 Beloved                        | Chookiat Sakveerakul |
| 2009 | Låt den rätte komma in            | Thomas Alfredson     |
| 2010 | Orphan                            | Jaume Collet-Serra   |
| 2011 | Akmareul boatda                   | Ji-Woon Kim          |
| 2012 | The Awakening                     | Nick Murphy          |
| 2013 | Promoción fantasma                | Javier Ruiz Caldera  |
| 2014 | Las brujas de Zugarramurdi        | Álex de la Iglesia   |
| 2015 | Frankenstein                      | Bernard Rose         |
| 2016 | I Am a Hero                       | Shinsuke Sato        |

### Outros festivais de cinema
- Sitges Film Festival
- Fantasporto
- Fantasia International FilmFestival
- Fantastic Fest
- Screamfest Horror Film Festival
- Puchon International Fantastic Film Festival
- Dead by Dawn
- Fantafestival
- International Horror and Sci-Fi Film Festival
- New York City Horror Film Festival
- Toronto After Dark Film Festival
- TromaDance